# Highway (album)
Highway è il quarto album dei Free, pubblicato dalla Island Records nel 1970.

## Tracce
Testi e musiche di Andy Fraser e Paul Rodgers, tranne dove indicato
Lato A
1. The Highway Song – 4:14 (Andy Fraser, Paul Kossoff)
2. The Stealer – 3:14 (Andy Fraser, Paul Rodgers, Paul Kossoff)
3. On My Way – 4:04
4. Be My Friend – 5:45

Lato B
1. Sunny Day – 3:07
2. Ride on Pony – 4:17
3. Love You So – 4:54 (Paul Rodgers, Simon Kirke)
4. Bodie – 3:05
5. Soon I Will Be Gone – 3:01

Edizione CD del 2002, pubblicato dalla Island Records
Brani composti da Andy Fraser e Paul Rodgers, tranne dove indicato
1. The Highway Song – 4:14 – Versione album originale
2. The Stealer – 3:14 (Andy Fraser, Paul Rodgers, Paul Kossoff) – Versione album originale
3. On My Way – 4:04 – Versione album originale
4. Be My Friend – 5:45 – Versione album originale
5. Sunny Day – 3:07 – Versione album originale
6. Ride on Pony – 4:17 – Versione album originale
7. Love You So – 4:54 (Paul Rodgers, Simon Kirke) – Versione album originale
8. Bodie – 3:05 – Versione album originale
9. Soon I Will Be Gone – 3:01 – Versione album originale
10. My Brother Jake – 2:49 – Bonus Track - Single Version
11. Only My Soul – 2:27 – Bonus Track - Single B Side
12. Ride on a Pony – 4:27 – Bonus Track - BBC Session
13. Be My Friend – 5:34 – Bonus Track - BBC Session
14. Rain – 3:54 – Bonus Track - Alternative Version
15. The Stealer – 3:21 (Andy Fraser, Paul Rodgers, Paul Kossoff) – Bonus Track - Single Version

- Brani CD 10 e 11, registrati il 24 marzo 1971 all'Island Studios di Londra
- Brano CD 12, registrato il 19 aprile 1971 (trasmesso dalla BBC il 27 aprile 1971)
- Brano CD 13, registrato il 19 aprile 1971
- Brano CD 14, registrato il 29 marzo 1971 all'Island Studios di Londra
- Brano CD 15, registrato il 26 agosto 1970 all'Island Studios di Londra

## Musicisti
- Paul Rodgers - voce
- Paul Kossoff - chitarra solista
- Andy Fraser - basso
- Simon Kirke - batteria